# GSC3171-971
GSC3171-971 — хімічно пекулярна зоря спектрального класу A4, що має видиму зоряну величину в смузі V приблизно  8,7.